# Ladyville
Ladyville – wieś w Belize, w dystrykcie Belize. W 2000 roku, miasto zamieszkiwało 3435 osób.